# Cosmas de Magalhães
Cosmas de Magalhães (Braga, Portugal 1551-Coímbra, Portugal, 9 de octubre de 1624) fue un profesor y humanista portugués del siglo XVI.

## Vida
Cursó humanidades (1568-1570) y filosofía 1570-1574) en el Colégio das Artes, y teología (1580- 1584) en el de Jesus de Coímbra, con un intervalo de docencia (1574-1580) de humanidades en el Colégio das Artes y en el Sto. Antão de Lisboa. Después, fue profesor de teología moral en Lisboa (1585-1593) y de Sagrada Escritura en Coímbra (1601-1605), prefecto de estudios en los colegios de Lisboa, Braga y Coímbra, y dos veces superior de la residencia de Sanfins. Predicó en latín la oración funebre del cardenal-rey Don Henrique, en las exequias celebradas (1580) en el colegio de Coímbra. Publicó en dos volúmenes una selección de prosistas y poetas latinos para uso de los estudiantes, editó (1598) el tomo IV del Cursum Conimbricense, y es autor del último de los tratados. Dotado de talento notable y vario, se distinguió sobre todo en la hermenéutica bíblica. Publicó siete voluminosos tomos de comentarios a la Sagrada Escritura.

## Obras
- Sylvae illustrium Auctorum, 2 v. (Madrid, 1598).
- In Canticum primum Moysis (Lyon, 1609).
- Operis Hierarchici sive de ecclesiastico Principatu, 3 v. [sobre las Pastorales paulinas] (Ly6n, 1609).
- In sacram Iosue historiam, 2 v. (Tournon, 1612).
- In Moysis Cantica et benedictiones Patriarcharum (Lyón, 1619).
- In sacram Iudicum historiam (Lyon, 1626).